# Rob Zuidema
Rob Zuidema (1968) is een Nederlands topfunctionaris en politicus. Sinds 10 juni 2024 is hij burgemeester van Raalte.

## Carrière
Zuidema groeide op in Lochem. Hij studeerde humanresourcesmanagement aan hogeschool Saxion en sociologie aan de Universiteit van Amsterdam.
Na zijn afstuderen in 1994 had hij een maatschappelijke carrière in personeelsmanagement met onder andere HR-directieposities bij  Booking.com en Koninklijke BAM en bekleedde hij verschillende toezichthoudende functies. Zuidema maakte in september 2018 de overstap naar de culturele sector en werd directeur-bestuurder van de Zwolse theaters, de overkoepelende organisatie waaronder de theaters De Spiegel en Odeon vallen. Daarnaast was hij van 2022 tot 2023 tijdelijk directeur van Museum de Fundatie en is Zuidema sinds 2022 voorzitter van de Economic Board Regio Zwolle.
Op 10 juni 2024 werd Zuidema geïnstalleerd als burgemeester van Raalte en volgde daarmee Arco Hofland op, die sinds 17 juli 2023 waarnemend burgemeester was nadat Martijn Dadema gedeputeerde was geworden van Overijssel. Zuidema is lid van de VVD.

## Privéleven
Zuidema is getrouwd en heeft twee zoons.